# Baarnse Watersportvereniging De Eem

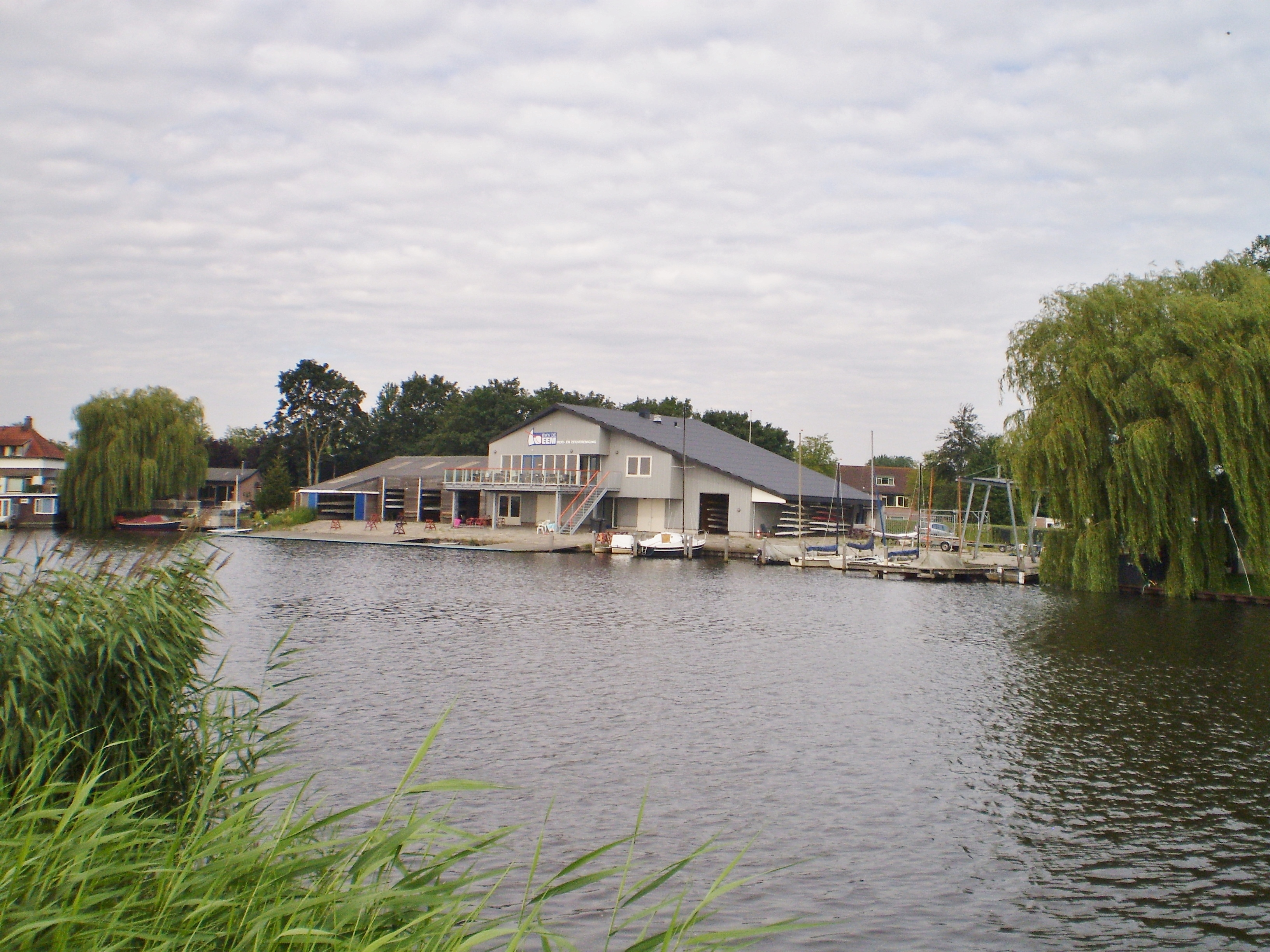
2015

De Baarnse Watersportvereniging De Eem is gevestigd aan de Eem aan de August Jansenweg in Baarn. De meer dan 400 leden kunnen beschikken over zo’n 80 roeiboten en 7 zeilboten. Het verenigingsblad De Actueem, eerst de Eemflits  geheten bestaat sinds 23 december 1966.

## Geschiedenis
De vereniging werd op 20 maart 1923 opgericht door circa 20 leden opgericht. Een aantal privé wherry’s, zeilboten en kano’s mocht door de leden worden gebruikt. Het ledental groeide in dat jaar naar 48.
Sinds 1928 is de De Eem lid van de Koninklijke Nederlandse RoeiBond (KNRB) en van het Koninklijk Nederlands Watersport Verbond (KNWV).

## Botenhuis
Het eerste botenhuis aan de Eem lag tussen de twee zwembaden die in 1916 door August Janssen waren gebouwd. In 1945 werden de boten bij leden ondergebracht om vernieling door de wegtrekkende Duitsers te voorkomen. Het botenbestand bestond na de oorlog uit 13 roeiboten en twee zeilboten. Dankzij een oud-scheepstimmerman werd het jollen-arsenaal uitgebreid tot 6 boten in 1950. Na 1969 werden de eerste kunststofboten (jeugdskiffs) aangeschaft.
De bootsman die over het verenigingsbezit waakte, woonde tot 1994 op het terrein. In 1979 werd het oude, stenen gedeelte van het clubhuis met balkon aangebouwd. De oude botenloods werd gerenoveerd, het vlot vernieuwd en er werd een botenwagen aangeschaft. In 1995 is de Recover, het verenigingslokaal vergroot en er kwam een nieuwe loods voor wherry’s en singleboten. Het bouwvallige bootsmanshuisje werd gesloopt. In 2015 is er een verbouwing geweest waardoor de recovery en de kleedkamers een modernere uitstraling kregen.

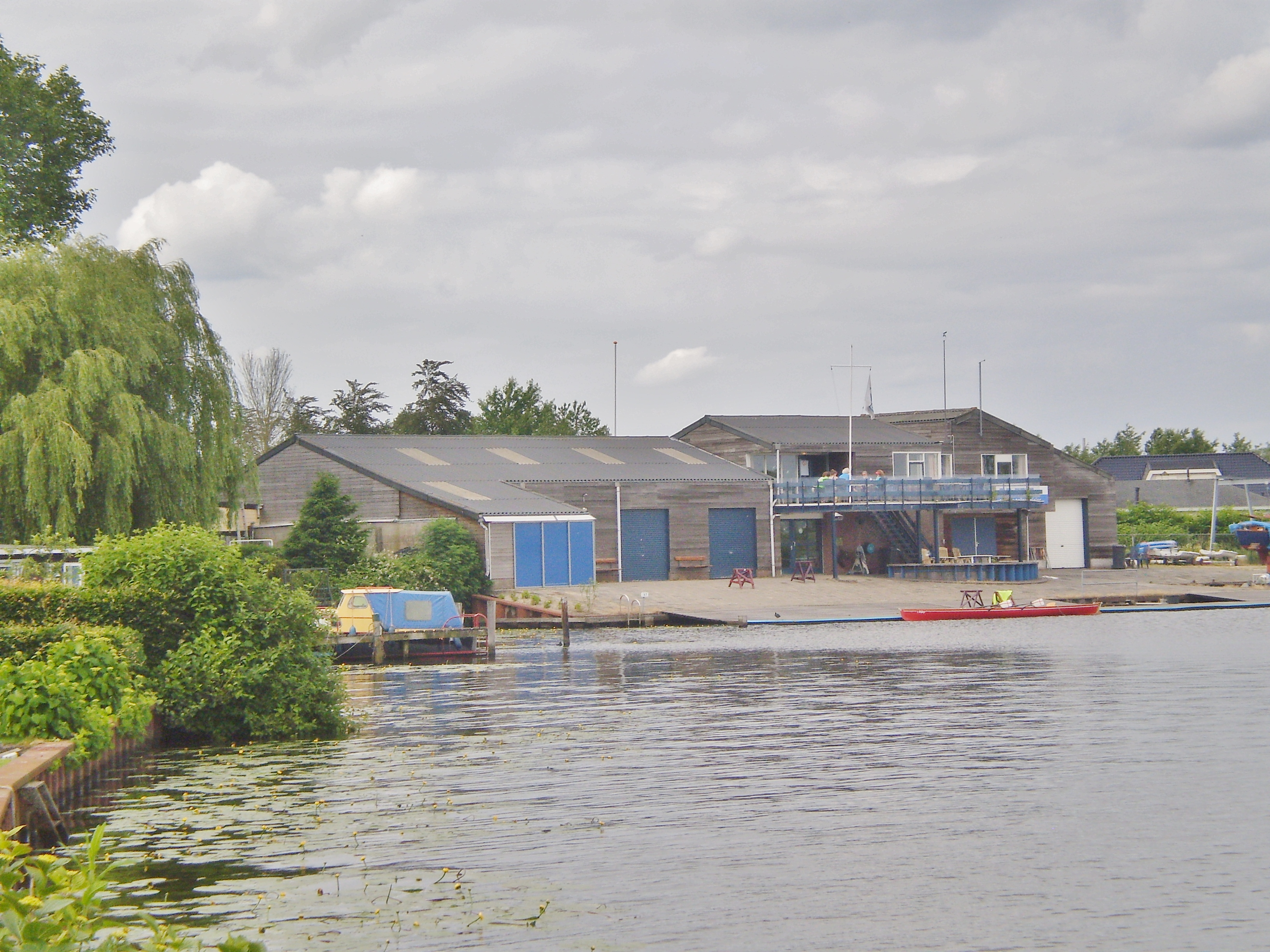
Vóór de verbouwing van 2014

## Verenigingstenue en embleem
Het verenigingstenue bestaat uit een blauwe broek en een blauw shirt met een witte baan, met aan de voorzijde het verenigingsembleem. Het is het vroegere gemeentewapen van Baarn, zoals dat gold in de periode 1867 tot 1969. Op het blauwe veld staat een steigerend zilveren paard, in bedwang gehouden door een Romeinse slaaf in goud. De kleuren zijn enigszins aangepast. Toen het gemeentewapen van Baarn in 1969 werd gewijzigd bleef BWV de Eem het oude wapen gebruiken.	 
ARZV (Alkmaar)
· Aeneas (Roermond)
· Aengwirden (Heerenveen)
· Alphen (Alphen aan den Rijn)
· Amenophis (Zeewolde)
· Amycus (Almelo)
· De Amstel (Amsterdam)
· Aquarius (Bergen op zoom)
· AROSS (Oss)
· ARC (Assen)
· De Ank (Doetinchem)
· Barendrecht
· Beatrix (Eindhoven)
· Binnenmaas (Mijnsheerenland)
· Breda
· De Compagnie (Hogeveen)
· Cornelis Tromp (Hilversum)
· Daventria (Deventer)
· De Delftsche Sport (Delft)
· De DoorSlag (Nieuwegein)
· De Drie Provinciën (Cuijk)
· 't Diep (Steenwijk)
· Koninklijke Dordrechtse Roei- en Zeilvereeniging (Dordrecht)
· De Dragt (Drachten)
· De Drietand (Amsterdam)
· De Eem (Baarn)
· Epsilon (Oenkerk)
· Het Galjoen (Breukelen)
· De Geeuw (Sneek)
· Gorcumse Roei- en Zeilvereniging (Gorinchem)
· Gouda
· De Grift (Apeldoorn)
· De Helling (Culemborg)
· Hemus (Amersfoort)
· De Hertog ('s-Hertogenbosch)
· Honte (Middelburg)
· De Hoop (Amsterdam)
· De Hunze (Groningen)
· De IJssel (IJsselmuiden)
· Isala (Zutphen)
· Iris (Lisse)
· De Kop (Anna Paulowna)
· Jason (Arnhem)
· KNZRV (Muiden)
· De Krom (Woerden)
· De Kogge (Medemblik)
· De Laak (Den Haag)
· Leerdam
· Die Leythe (Leiden)
· De Maas (Rotterdam)
· De Meije (Nieuwkoop)
· Michiel de Ruyter (Uithoorn)
· MWC (Maastricht)
· Naarden
· Nautilus (Rotterdam)
· Neptunus (Delfzijl)
· Ondine (Amsterdam)
· Ossa (Heerhugowaard)
· Pampus (Almere)
· Pontos (Lelystad)
· Poseidon (Amsterdam)
· RIC (Amsterdam)
· Rijnland (Leidschendam)
· Rijnmond (Rotterdam)
· Roosendaalse Roeivereniging (Roosendaal)
· RowDow (Terneuzen)
· Salland (Hardenberg)
· Scaldis (Goes)
· Het Spaarne (Heemstede) 
· De Stern (IJmuiden)
· Thyro (Enschede)
· Tilburgse Open Roeivereniging (Hilvarenbeek)
· Tubantia (Hengelo)
· Viking (Utrecht)
· Voorne-Putten (Brielle)
· Weesp
· Vada (Wageningen)
· Wetterwille (Leeuwarden)
· De Where (Purmerend)
· Willem III (Amsterdam)
· De Zaan (Zaandijk)
· Zaanlandsche Zeilvereniging (Zaandam)
· Zwolsche Roei en Zeilvereeniging (Zwolle)